# Біляєвка (Біляєвський район)
Біля́євка (рос. Беляевка) — село, центр Біляєвського району Оренбурзької області, Росія.

## Населення
Населення — 4989 осіб (2010; 5138 у 2002).
Національний склад (станом на 2002 рік):
- росіяни — 67 %